# 대한민국 공군 1호기

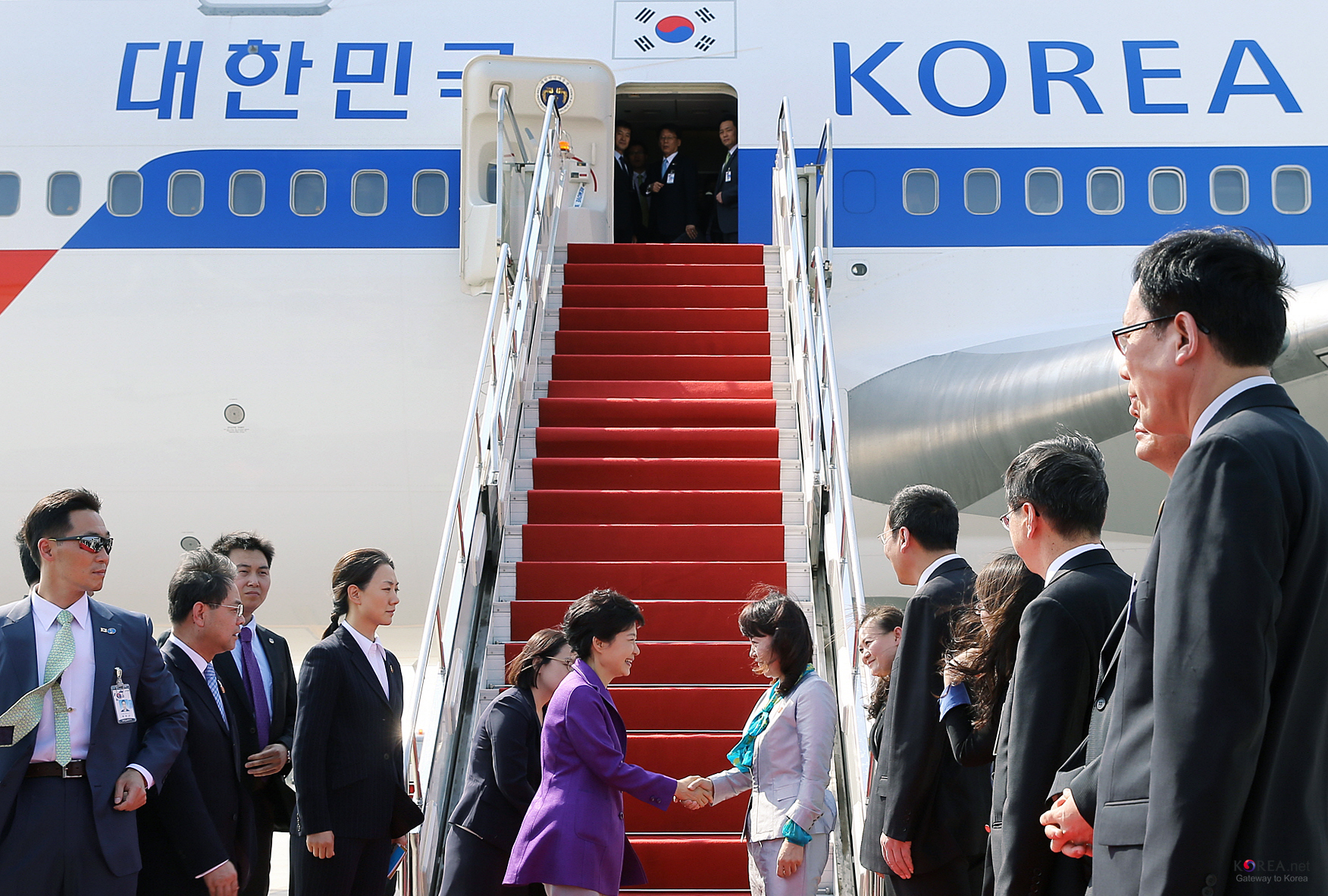
중화인민공화국 시안시에 도착한 구 공군 1호기 (B747-400)

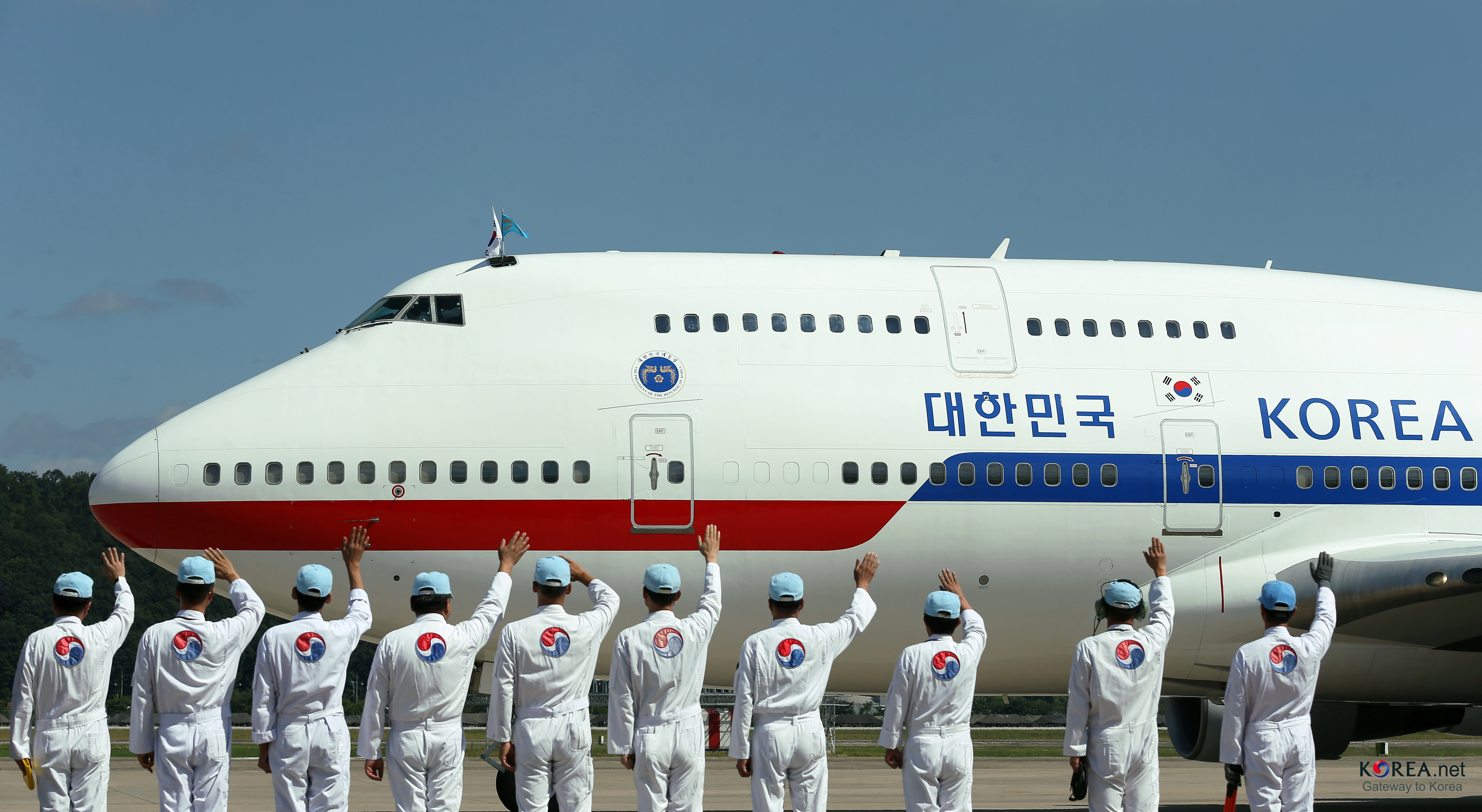
2013년 성남 서울공항에서 찍힌 구 공군 1호기 (B747-400)

대한민국 공군 1호기(大韓民國 空軍 一號機, 영어: Republic of Korea Air Force One, ROKAF1, KAF 001)는 대한민국의 대통령 전용기이다. 2022년 1월부터 대한항공의 보잉 747-8 기종을 장기임차 후 개조하여 사용하고 있다. 코드 원(Code-1)이라는 별칭으로 알려져 있다.
보잉 747-8을 사용하기 전에는 2010년 4월부터 2021년 12월까지 대한항공의 보잉 747-400 기종을 장기임차하여 사용했었다.

## 역사
최초의 공군1호기는 과거 한국전쟁 당시 이승만 대통령이 이용하였던 C-47 수송기가 시초였다. 그리고 공식 전용기로 L-26기가 사용되었고, 5.16 군사정변이 지난 당시 박정희 대통령이 집권하고 더글러스 DC-4의 군용형인 VC-54기를 사용하였다. 그리고 1985년 전두환 전 대통령 시절, 보잉 737-3Z8 기종을 도입하여 운용해왔으나 짧은 항속거리로 인해 미국, 유럽을 비롯한 대륙간 순방시에는 민항기를 임대해 이용해왔다. 이렇게 노태우 전 대통령, 김영삼 전 대통령 시절에도 같은 방식으로 공군 1호기를 이용했으나 김영삼 정부 때까지는 대한항공을, 김대중, 노무현 정부에서는 대한항공과 아시아나항공을 번갈아가며 대통령 특별기로 운항했다. 노무현 정부에 들어와 다시 전용기 도입을 추진하였으나 당시 야당이던 한나라당의 반대로, 결국 도입을 포기하고 2010년 4월부터 대한항공과 5년 장기임차 계약을 통해 전세형 전용기 체제로 전환되었다.
그러나 임차 만료기간인 2015년이 얼마 안남았을 때, 대한민국 공군은 대통령뿐만 아니라 국무총리, 장관 모두가 이용할 수 있는 정부 전용기를 도입 추진중에 있고 VC-X사업이 진행 중이었다. 차기 후보로는 대한항공이 보유 중인 보잉 787 드림라이너나 보잉 747-8I 인터콘티넨탈이 거론되었지만, 항공기계약을 5년 연장하기로 결정하였으며 10001이라는 항공기 제석번호(Registration Number)를 부여하여 운용하고 있었으나 만료가 다가오는 2020년에 신형 전용기 도입에 어려움이 따르자 정부와 공군 그리고 대한항공은 현 항공기를 2021년까지 12월까지 연장 임차하기로 합의하였다.
2021년 말 대한항공의 보잉 747-8I 인터콘티넨탈을 차기 공군 1호기로 채택되면서 11월 독일 함부르크에서 항공기 개조, 그리고 12월 김해공항에서 도색을 새로 하여 2022년 1월 15일부터 임무를 시작했다. 기존에 운항했던 보잉 747-400은 11년간의 임무를 마치고 2022년 1월 10일 퇴역하였다.

## 사고
2011년 3월 12일 오전 이명박 대통령을 태우고 아랍에미리트로 향하던 중, 이륙 20분만에 기체 소음으로 인해 회항하였다. 통상 전용기는 서울 공항에서 이륙, 착륙하지만 항공기를 관리하는 대한항공의 정비고가 인천공항에 있는 관계로, 인천국제공항으로 회항하였다. 기체 이상으로 인한 전용기 회항은 전용기 도입 이후 처음이다.

## 전용 헬기
역대 대한민국 대통령들이 타고 다니던 전용 헬기는 시대마다 기종은 달랐지만, 명칭은 「대한민국 공군 헬기 1호기」라 부른다. 대통령 순방시 청와대에서 성남서울공항으로
(제15특수임무비행단)이동할 때 3기의 헬기가 서로 
위치를 바꿔서 대통령이 어디에 탑승했는지 모르게한다.
제35비행전대 성남서울공항에 배치되어있으며,
헬기기종은 SIkorsky S-92을 사용한다

## 같이 보기
- 대한민국 공군
- 에어 포스 원
- 중화민국 총통 행정 전용기
- 대한민국 공군 2호기
- 참매-2호
- 대한민국의 국가원수 의전차
- 특별 동차